# Remigio Ratti
Remigio Ratti (Balerna, 14 novembre 1944) è un economista e politico svizzero.

## Biografia
Laureatosi in economia politica all'Università di Friburgo, in Svizzera, nel 1967, Remigio Ratti seguì successivamente dei corsi di specializzazione in economia del benessere e dei trasporti all'Università di Leeds e all'Università degli studi di Trieste. Nel 1970 ottiene il dottorato di ricerca in scienze economiche e sociali all'Università di Friburgo, dove si abilita nel 1975 e nel 1982 diviene professore titolare presso la cattedra di Economia Internazionale e di Economia Regionale. Vi ha insegnato fino al 2009, mentre dal 2008 al 2012 è stato docente al corso Master 'Globalisation et Régionalisation' all'EPFL di Losanna. Remigio Ratti, membro del comitato ordinatore delle Facoltà di Lugano, è stato docente di Economia e istituzioni presso la Facoltà di scienze economiche dell'Università della Svizzera italiana a Lugano dal 1996, anno della sua costituzione dell'USI, fino al 2013.  Nel 1972 assunse la direzione dell'Istituto di ricerche economiche del Canton Ticino (IRE) che ha lasciato nel 1999, per la direzione generale della RTSI (RadioTelevisione della Svizzera italiana).

## Funzioni politiche e di servizio pubblico
Nel 1995 Remigio Ratti fu eletto deputato al Consiglio nazionale della Confederazione svizzera nelle liste del Partito Popolare Democratico ticinese (PPD). Durante il suo mandato è stato membro della commissione parlamentare per la Scienza, l'Istruzione e la Ricerca (fino al 1998), e della commissione per i Trasporti e le Telecomunicazioni (dal 1998). Inoltre è stato membro delle delegazione parlamentare svizzera all'Associazione europea di libero scambio (EFTA) e al Parlamento Europeo.
In seguito alle dimissioni del consigliere federale Flavio Cotti, il PPD nominò Remigio Ratti candidato ufficiale alla successione. Tuttavia, il partito non riuscì a imporre la propria scelta al parlamento che elesse Joseph Deiss, lasciando il Ticino senza rappresentanza nel governo.
Dal 1º gennaio 2000 al 30 novembre 2006 Remigio Ratti è stato direttore generale della Radiotelevisione svizzera di lingua italiana (RTSI) e membro del consiglio direttivo della Società svizzera di Radiotelevisione (SRG SSR idée suisse). Remigio Ratti ha inoltre presieduto dal 2002 al 2009 la fondazione La Catena della solidarietà e dal 2000 al 2010 la Comunità radiotelevisiva italofona con sede a Roma.
Remigio Ratti è presidente onorario del gruppo di studio e di riflessione Coscienza svizzera, gruppo che ha presieduto per due periodi, dal 1983 al 1994 e dal 2007 al 2019.

### Pubblicazioni di volumi personali
- I traffici internazionali di transito e la regione di Chiasso, Friburgo (Svizzera), 1971
- Investimento pubblico ed effetti economico-spaziali. Teoria ed applicazione nell'analisi costi-benefici, Friburgo (Svizzera), 1971
- Il processo di costruzione europea. Portata e limiti della strategia d'integrazione economica, Lugano, 1982 (pubblicato anche in tedesco, francese e inglese)
- Regioni di frontiera. Teorie dello sviluppo e saggi politico-economici, Lugano, 1992
- Innovation technologique et développement régional; base théorique et étude de cas, Bellinzona, 1992
- Leggere la Svizzera. Saggio politico-economico sulle origini e sul divenire del modello elvetico, Milano/Lugano, 1995 e 2005 (Seconda edizione aggiornata)
- Svizzera segreta? Il segreto bancario svizzero e la sua governanza territoriale, Milano/Lugano, 2009
- L'asse ferroviario del San Gottardo - Economia e geopolitica dei transiti alpini, Locarno, 2016

### Pubblicazioni di volumi collettivi (a cura di)
- Processus régionaux sur le marché de l'emploi, St. Saphorin, 1981
- Identità in cammino, (con M. Badan), Locarno, 1986
- Costituzione in cammino, (con M. Dell'Ambrogio; A. Gili), Bellinzona, 1989
- Ticino Regione aperta: problemi e significati sotto il profilo dell'identità regionale e nazionale (con S. Bianconi e R. Ceschi), Bellinzona/Locarno, 1990
- Tessin - eine offene Region, (R. Ratti, R. Ceschi, S. Bianconi Hg.), Basel und Frankfurt a.M., 1993
- Theory and practice of transborder cooperation (R. Ratti; S. Reichmann, eds),  Basilea/Francoforte sul Meno, 1993
- Verso un'Europa delle Regioni, (con A. Bramanti)  Milano, 1993
- The Dynamics of Innovative Regions, (R. Ratti,  A. Bramanti e R. Gordon, eds), Aldershot, 1997
- Managing Openness: an Active Space Approach to regional development, Aldershot, (M. van Geenhuizen and R. Ratti, eds), 2001
- Identità nella globalità, Le sfide della Svizzera italiana, (con O. Mazzoleni), Milano/Lugano, 2009
- Vivere e capire le frontiere in Svizzera - Vecchi e nuovi significati nel mondo globale, (con O. Mazzoleni), Locarno, 2014
- Frontiere e coesione - Perché e come sta insieme la Svizzera, (con M. Marcacci; O. Mazzoleni), Locarno, 2016
- Svizzera - Europa in cammino - compendio di una relazione complessa, (con L. Corfù; M. Marcacci), Bellinzona, 2019

### Articoli in opere collettanee e riviste scientifiche (selezione)
- La construction du capital territorial dans les espaces-frtonitères: problématique, typologie, (A. Bramanti; R. Ratti), Paris,  Révue d'Economie Régionale et Urbaine, 2021-1
- Pandemia, impatti e scenari sulla mobilità e sui trasporti collettivi, in: In movimento nonostante il lockdown - L'esperienza svizzera del Covid-19 (O. Mazzoleni; S. Rossi, ed.), Locarno, 2021
- Le ferrovie nella storia dei trasporti svizzeri: una lettura strategica, In: Treni fra arte, grafica e design (O. Orvitti; N.O. Cavadini, Ed.), Milano, 2021
- Pensare e costruire la Città Ticino - riflessioni su un territorio in trasformazione, (C. Ferrata; O. Martinetti, a cura di), Bellinzona, 2021
- Die NEAT und ihre Bedeutung für die entwicklung des Tessins, in: NEAT, das Finale, (P. Suter; C. Furrer, Hrgb.), Wangen bei Olten
- Scenari di sviluppo dell'economia dei transiti alpini: pensando a Cattaneo, in: Cattaneo dopo Cattaneo (C. C. Lacaita; A. Martinelli, a cura di), Milano, 2021
- Pensando a Cattaneo. Il San Gottardo nell'analisi degli scenari di ieri e di oggi, in: Il Ritorno di Carlo Cattaneo 1869-2019 (AA.VV.), Lugano 2020
- Il futuro dell'italiano in Svizzera tra globale e locale, antiche e nuove prossimità (con R. W. Ronza), in: Il plurilinguismo svizzero e la sfida dell'inglese (A. Giudici; R.W. Ronza; V. Pini), Locarno, 2020
- San Gottardo: ferrovia d'Europa nella geopolitica euroasiatica, in: Chang'an e Roma - Eurasia e via della seta - Diretto, Società, Economia, (R. Cardilli e al.), Roma, 2017

- Trasporti e grandi infrastrutture, in: L'economia elvetica nella globalizzazione (S. Rossi, a cura di), Locarno, 2017
- Leggere i rapporti tra economia e trasporti nel territorio della Regione Insubrica, in: Atlante Città Ticino - Comprensorio Triangolo Insubrico (M. Arnaboldi; E. Sassi, F. Rizzi, a cura di), Mendrisio, 2017
- Nachwort: - Schweizer Viersprachigkeit und Globalisierungsprozesse: Welche Stellung hat die Italizität?, in: Italienisch ohne Grenzen - Zur Lage des Italienischen in der Schweiz (Pini, v. e al.), Zürich, 2017
- Postfazione, Italiano per caso Storie di italofonia nella Svizzera non italiana, (A cura di V. Pini, I. Pellegrini, S. Cattacin e R. Fibbi), Bellinzona, 2016
- Il caso di governance/governanza, in: La lingua italiana  le lingue romanze di fronte agli anglicismi, (C. Marazzini; A. Petralli), Firenze, 2015
- La “Regio Insubrica”: nuove idee per la cooperazione transfrontaliera (a. Bramanti e R. Ratti), in: EYESREG, Vol.4, N.4 –Luglio 2014. http://www.eyesreg.it/2014/
- L'italicità, un utile neologismo per guardare oltre l'italofonia, in: L'italiano in Svizzera: lusso o necessità (a cura di M.A. Terzoli e C.A. Bisceglia), Bellinzona, 2014
- Typologie des espaces-frontières à l’heure de la globalisation (Ratti, R. et Schuler, M.), in: Modelling and benchmarking of borders, BELGEO, 1 | 2013  Bruxelles
- L'italicità: un paradigma per nuove prossimità, in: Spache und Literatur Italiens 150 Jahre nach der Einigung (A. Di Pretoro; R. Lukoschik, Hg.), München, 2012
- L'identità italica in Svizzera, in: ALTREITALIE 41/2010,
- Lingue, Economia e Società: spunti per un nuovo paradigma nell'era della globalità - Il caso della Svizzera, In: Esperienze di multilinguismo in atto (a cura di N. Maraschio; D. De Martino), Firenze, 2009
- Federalismo e ruolo dei media elettronici in un progetto glocal, in: Federalismo e decentramento - L'esperienza svizzera e le nuove sfide europee, a cura di: Oscar Mazzoleni, Giampiero Casagrande Editore, Lugano-Milano, 2005, pp.285-298.
- Vie di comunicazione e sviluppo in Ticino: l'equazione sempre aperta di due secoli di politica cantonale, in: Il Ticino nella Svizzera-Contributi sul Ticino duecento anni dopo 1803-2003, a cura di A. Ghiringhelli, Dadò Ed., Locarno, 2003, pp. 241-276.
- Regional Active Space: a Regional Scientist's Paradigmatic Answer to the Local-global Debate, in: Gaining advantage of Open Borders-An active space approach to regional development, (M. van Geenhuizen; R. Ratti, Eds) , Ashgate, Aldershot, 2001, pp. 21-42.
- Co-operetionbetween Local Governements: can a Holding Company be a solution in Public-Private-Partnerships? (with Christian Vitta) , in: Gaining advantage of Open Borders-An active space approach to regional development, (M. van Geenhuizen; R. Ratti, Eds) , Ashgate, Aldershot, 2001, pp. 305-318.
- L'enseignement et la recherche en économie spatiale à l'Université de Fribourg: point de départ et point de repère fiable, in: De l'économie régionale à la nouvelle économie spatiale, par J.M. Valarché, G. Gaudard et R. Ratti, Cresuf, Université de Fribourg, 2001, pp. 47-53.
- Die globalisierung und die politische Kleinräumlichkeit, in: Föderalismus in Bewegung - wohin steuert Helvetia, G. Neugebaurer Eds, Verlag F. Ebner, Zürich, 2000, pp.19-27.
- Managing Openness in Transport and Regional Develpoment: an Active Space Approach (with M. van Geenhuizen), in: K. Button, P. Nijkamp, H. Priemus (eds), Transport Networks in Europe. Concepts, Analysis and Policies, Edward Elgar, Cheltenham, UK, pp. 84-102.
- Il Ticino e la Regione Insubrica nel sistema territoriale svizzero ed europeo, in: 30 Jahren Forum Helveticum, Forum Helveticum Heft 8, Lenzburg,1998, pp.92-96
- Le transit ferroviaire marchandises à travers les Alpes suisse dans le nouveau contexte de l?Union européenne: dòfis et implications pour la politique suisse (con C. Vitta) in: Der Beitritt der Schweiz yur Europaeischen Union, T. Cottier, A. Kopse (eds), Zürich, 1998.
- Multi-faced Dimensions of Local Development (with A. Bramanti), pp. 3-44 and Structural Trajectories of Innovative Milieux:the case of the electronic sector in Ticino, In: The Dynamics of Innovative Regions - the GREMI Approach, edited by R. Ratti, A. Bramanti and R. Gordon, Ashgate- Aldershot Brookfield USA.Singapore-Sydney, 1997.
- Grandi infrastrutture e nuove polarità (con S. Wagner) in: Lo Sviluppo delle Aree Avanzate, a cura di Alberto Bramanti e Dario Odifreddi, Franco Angeli, 1995, pp.65-98.
- How to overcome Barriers and Border Effects: Theoreticl Elements, in Overcoming Isoletion - Information and Transportation Networks in Development Strtegies for Pheripheral Areas, (H. Coccossis; P. Nijkamp, Eds), Berlin, 1995
- Spatial Effects of Frontiers: Overview of Different Approaches and Theories of Border Region Development, in: New Borders and Old Barriers in Spatial development, edited by Peter Nijkamp, Avebury, Aldershot, 1994, pp. 15-34.
- Processus d'innovation et intégration locale dans une zone périphérique (avec F. D'Ambrogio), In: D. Maillat, J. Perrin (eds), Entreprises innovatrices et développementy territorial, GREMI/EDS, Neuchatel, 1992. pp.81-107.
- Strategie di sviluppo regionale: analizzando i cambiamenti nello scenario economico spaziale e il comportamento degli operatori, in: Il futuro arriva presto: riflessioni a tre mani sul futuro dell'economia ticinese, M. Baggi, A rossi, R. Ratti, Quaderni della Banca del Gottardo, 1991,
- La collaboration transfrontalière et sa contribution à la protection des minorités à l'intérieur de la CSCS (con Massimo Baggi), CRESUF, Uni-Fribourg, 1991.
- Small and medium-size enterprises, local synergies and spatial cycles of innovation, in: Innovation Networks - Spatial Perspectives, edited by Roberto Camagni, Belhaven Press London and New York, 1991,  pp.71-88.
- Gérer ses relations avec l'extérieur: politique régionale et identité, in:La dynamique locale et sa gestion, textes réunis par Michel Bassand et Laurent Bridel, Commission nationale suisse pour l'UNESCO, Berne, 1989, pp.169-184.
- Regioni di frontiera e sviluppo economico, in:I rapporti di vicinato tra Italia e Svizzera, a cura di Andrea de Guttry e Natalino Ronzitti, Milano, Giuffrè, 1989,  pp.55-74;
- Development Theory, Technological Change and Europe's Frontier Regions, in: High Technology Industry and Innovative Environments: the European Experience, (Ph. Aydalot & D. Keeble, eds), Routledge, London and New York, 1988, pp.197-220.
- Iproblemi delle regioni di frontiera: il caso del Ticino, in: Contributi di analisi economica - Studi di economia politica, politica monetaria e economia regionale, a cura di M. Baranzini e A. Cencini; Casagrande Bellinzona, 1987, pp.133-148.
- Der Fall der schweizerisch-italienischen Grenze (Ticino/Lombardei), in: Cross-Border Relations: European and North American Perspectives (S. Ercmann, eds), Zuerich, 1987, pp.257-268.
- L'innovation technologique au Tessin (con A. Di Stefano), in: Milieux Innovateurs en Europe, Philippe Aydalot éd., Gremi, Paris, 1986, pp.321-344.
- Les régions suisses de 1985 face aux problèmes du tertiaire, in: Le secteur tertiaire et le nouveau développement régional, ISES, Editions universitaires Fribourg, 1985, pp.13-38.
- Il ruolo delle vie di comunicazione e dei trasporti nel Ticino del secondo dopoguerra, in: Un paese che cambia, a cura di B.M. Biucchi, A. Dadò Ed., Locarno, 1985, pp. 141-164I
- Nuovi accenti nella politica regionale, in: Zur Zukunft von Staat und Wirtschaft in der Schweiz,, O. Kaufmann, A. Koller, A. Riklin eds, Benziger Zürich/Köln, 1984, pp. 105-113.